# Squadra cipriota di Coppa Davis
La squadra cipriota di Coppa Davis rappresenta Cipro nella Coppa Davis, ed è posta sotto l'egida della Federazione tennistica cipriota (Kυπριακή Oμοσπονδία).
La squadra partecipa alla competizione dal 1985, quando venne inclusa nel Gruppo I della zona Euro-Africana. Retrocesse subito e dal 1986 gioca nel Gruppo II.

## Organico 2013
Vengono di seguito illustrati i convocati per ogni singolo turno della Coppa Davis 2013. A sinistra dei nomi la nazione affrontata e il risultato finale. Fra parentesi accanto ai nomi, il ranking del giocatore nel momento della disputa degli incontri (la "d" indica che il ranking corrisponde alla specialità del doppio).
| Gruppo II - Primo turno | Gruppo II - Primo turno                                                                                 |
| Lituania (1-4)          | Rareș Cuzdriorean (fr*) Soteris Hadjistyllis (fr*) Petros Chrysochos (fr*) Christos Hadjigeorgiou (fr*) |
| ----------------------- | --- |

| Gruppo II - Playoff | Gruppo II - Playoff                                                                          |
| Benin (3-2)         | Marcos Baghdatis (38) Rareș Cuzdriorean (fr*) Petros Chrysochos (fr*) Photos Photiades (fr*) |
| ------------------- | -------------------------------------------------------------------------------------------- |

- fr = Fuori Ranking

Corsivo = mai sceso in campo